# Intenção empreendedora
Intenção empreendedora pode ser entendido como o nível de vontade que uma pessoa têm de abrir uma empresa. Através desta vontade pessoal, alguns pesquisadores podem prever se esta pessoa está propensa a empreender, ou seja, criar uma empresa.

## Definição
Intenção empreendedora é um estado de espírito, em que a atenção do indivíduo está dirigida para a criação de uma empresa.  Liñán e Rodriguez (2004) complementam definindo que a intenção é o conjunto de esforços de uma pessoa para realizar o comportamento empreendedor. Nessa mesma linha de raciocínio, Liñán e Chen (2009, p.595) afirmam que “a intenção empreendedora é o primeiro passo para o processo de criação da empresa”.

## Estudos sobre a Intenção empreendedora
As principais teorias que fundamentam os estudos sobre a intenção empreendedora são as desenvolvidas por Shapero e Sokol (1982) e de Ajzen (1991).

### Teoria do Comportamento Planejado
De acordo com o que propõe Azjen (1991), na Teoria do Comportamento Planejado, todo comportamento requer um certo planejamento. A criação de uma empresa pode ser assim prevista de acordo com a intenção adotada por um determinado indivíduo. Assim, segundo este modelo teórico, é possível prever se algum indivíduo vai criar uma empresa no futuro, analisando a sua intenção empreendedora. (AJZEN, 1991). 

### Teoria da Intenção Empreendedora
Para Shapero e Sokol (1982) duas etapas são fundamentais: a desejabilidade e a viabilidade. Estes dois aspectos são interativos. De modo que, se um indivíduo considera que se há viabilidade para iniciar um projeto, a desejabilidade cresce proporcionalmente. Por outro lado, se um indivíduo não está motivado para iniciar um projeto, não considerará sequer a sua viabilidade. Portanto, a desejabilidade é um pré-requisito na avaliação da viabilidade.

### Demais estudos
Por sua vez, Krueger e Carsud (1993) propuseram um modelo com base nos estudos de Shapero e Sokol (1982) e de Ajzen (1991). Este modelo é composto por três eventos antecedentes, sendo que o primeiro relaciona-se o grau de avaliação pessoal, o segundo volta-se as relações sociais ou crenças normativas, e o terceiro se refere ao controle comportamental. 
Spencer e Spencer (1993), Davidsson (1995), Autio et al. (1997), Kristiansen e Indarti (2004), Smithikrai (2005), Carvalho e Gonzalez (2006) também desenvolveram modelos sobre intenção empreendedora. Guerrero, Rialp e Urbano (2006) estudaram como ocorreu a evolução dos modelos de intenção empreendedora na literatura, até este período.
Mais recentemente, Linãn e Chen (2009) propuseram um modelo para mensurar a intenção empreendedora e definiram e validaram um instrumento de coleta de dados denominado Questionário de Intenção Empreendedora (QIE).
Black (2012) apresentou, por sua vez,  um quadro comparativo entre os modelos encontrados na literatura, com as principais variáveis consideradas em cada um dos modelos, contribuindo sobre esta temática.
Schlaegel e Koenig (2014), em seguida,  realizaram uma meta-análise sobre o assunto.
Liñán e Fayolle (2015), recentemente, apresentaram uma revisão de literatura sobre intenção empreendedora, no periodo de 2004 a 2013.
Por sua vez, também recentemente, Lortie e Castogiovanii (2015) retomam a Teoria do Comportamento Planejado, revisam o assunto e fazem previsões para o futuro.
Este panorama sobre a evolução da intenção empreendedora mostra que o assunto tem sido foco de interesse e de estudos ao longo do tempo, evidenciando sua importância no cenário dos estudos do empreendedorismo.

## Empreendedor
Atualmente, não existe uma definição específica para a palavra “empreendedor” e, consequentemente, seu significado não apresenta unanimidade entre os estudiosos deste tema. E, por conta desta indefinição, existem ainda inúmeros significados ou explicações para este termo. Octício (2012, p. 14) apresenta uma revisão de definições para o termo empreendedor, ampliando o entendimento do assunto. 
Todavia pode significar a criação ou implementação de novos negócios ou mudanças em empresas já existentes.